# Монтеньяк-Сент-Ипполит
Монтенья́к-Сент-Ипполи́т (фр. Montaignac-Saint-Hippolyte, окс. Montanhac) — коммуна во Франции, находится в регионе Лимузен. Департамент — Коррез. Входит в состав кантона Эглетон. Округ коммуны — Тюль.
Код INSEE коммуны — 19143.
Коммуна расположена приблизительно в 390 км к югу от Парижа, в 80 км юго-восточнее Лиможа, в 20 км к северо-востоку от Тюля.

## Население
Население коммуны на 2008 год составляло 547 человек.
| 1962 | 1968 | 1975 | 1982 | 1990 | 1999 | 2008 |
| ---- | ---- | ---- | ---- | ---- | ---- | ---- |
| 674  | 681  | 541  | 579  | 587  | 567  | 547  |

## Экономика

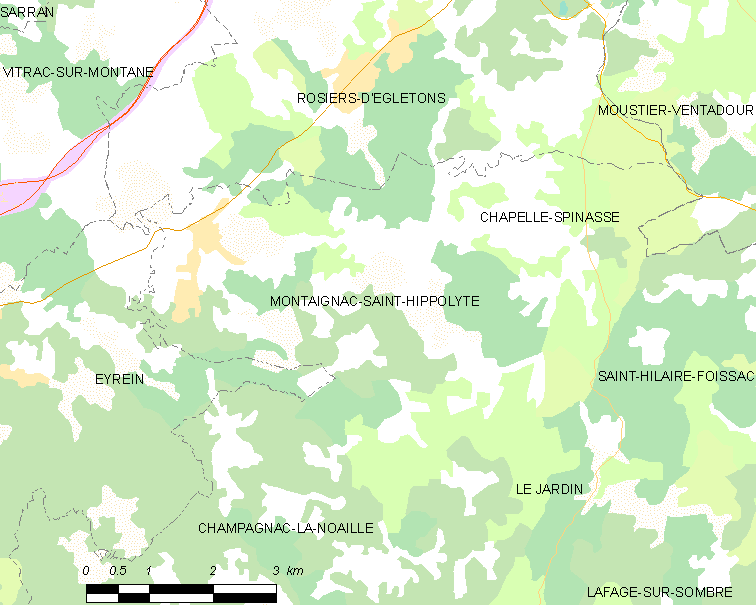
Карта коммуны

В 2007 году среди 349 человек в трудоспособном возрасте (15-64 лет) 273 были экономически активными, 76 — неактивными (показатель активности — 78,2 %, в 1999 году было 72,2 %). Из 273 активных работали 258 человек (141 мужчина и 117 женщин), безработных было 15 (7 мужчин и 8 женщин). Среди 76 неактивных 26 человек были учениками или студентами, 27 — пенсионерами, 23 были неактивными по другим причинам.

## Достопримечательности
- Церковь Сент-Ипполит (XIII—XIV века). Памятник истории с 1969 года[3]